# Oleg Alexandrovič Trojanovskij
Oleg Alexandrovič Trojanovskij (rusky Олег Александрович Трояновский; 24. listopadu 1919 – 21. prosince 2003) byl sovětský diplomat, stálý zástupce Sovětského svazu při Organizaci spojených národů v letech 1976 až 1986.

## Život
Vystudoval soukromou kvakerskou školu Sidwell Friends a univerzitu ve Spojených státech amerických a poté Literární fakultu Moskevského institutu filozofie, literatury a historie. Roku 1941 po napadení Sovětského svazu Německem byl povolán do aktivní vojenské služby a převelen na Vojenský institut cizích jazyků. Od roku 1942 působil jako redaktor-překladatel v Sovětské informační kanceláři a od října 1944 ve Společném výboru pro vedení psychologické války proti Německu, který vznikl na základě dohody Sovětského svazu, Velké Británie a USA a který se nacházel v Londýně, a také jako atašé zdejšího sovětského velvyslanectví.
V roce 1946 působil jako překladatel na Pařížské mírové konferenci, následujícího roku se stal členem sekretariátu ministra zahraničních věcí Vjačeslava Michajloviče Molotova. Od roku 1951 pracoval v redakci anglickojazyčného časopisu Novosti. V dubnu 1953 se stal pomocníkem ministra zahraničních věcí SSSR. Roku 1956 absolvoval První moskevský státní pedagogický institut cizích jazyků. V letech 1958 až 1967 působil jako pomocník pro zahraničněpolitické otázky ministerských předsedů Nikolaje Alexandroviče Bulganina, Nikity Sergejeviče Chruščova a Alexeje Nikolajeviče Kosygina.
Od 3. dubna 1967 do 7. dubna 1976 zastával post velvyslance SSSR v Japonsku, následně od listopadu 1976 do března 1986 stálého zástupce SSSR při OSN. Od 11. března 1986 do 7. srpna 1990 byl velvyslancem SSSR v Čínské lidové republice, poté odešel do důchodu. Od roku 1996 byl prezidentem Ruské asociace Organizace spojených národů.
Za své služby obdržel Leninovu cenu, dva Řády Lenina, tři Řády rudého praporu práce, Řád Říjnové revoluce, Řád znaku cti a odznak Zasloužilý pracovník diplomatické služby Ruské federace.